# Євгеніу Кочук
Євгеніу Кочук (рум. Eugeniu Cociuc, нар. 11 травня 1993, Кишинів) — молдовський футболіст, півзахисник клубу «Сабаїл».
Виступав, зокрема, за клуби «Дачія» та «Жиліна», а також національну збірну Молдови.
Чемпіон Словаччини.

## Клубна кар'єра
Народився 11 травня 1993 року в місті Кишинів. Вихованець футбольної школи клубу «Дачія».
У дорослому футболі дебютував 2013 року виступами за команду клубу «Дачія», в якій провів три сезони, взявши участь у 75 матчах чемпіонату. Більшість часу був основним гравцем команди.
Своєю грою за цю команду привернув увагу представників тренерського штабу клубу «Жиліна», до складу якого приєднався 2016 року. Відіграв за команду з Жиліни наступні два сезони своєї ігрової кар'єри.
Згодом грав у складі команди «Сабаїл» (на правах оренди) та на короткий період повернувся до «Жиліни».
До складу клубу «Сабаїл» знову приєднався у 2018 році. Станом на 5 листопада 2019 року відіграв за сабаїльську команду 34 матчі в національному чемпіонаті.

## Виступи за збірні
У складі юнацької збірної Молдови (U-19) взяв участь у 5 іграх.
Протягом 2009–2014 років залучався до складу молодіжної збірної Молдови. На молодіжному рівні зіграв у 3 офіційних матчах.
У 2015 році дебютував в офіційних матчах у складі національної збірної Молдови.

## Титули і досягнення
- Чемпіон Словаччини (1):

«Жиліна»: 2016-17
- Володар Кубка Азербайджану (1):

«Кешла»: 2020-21
- Чемпіон Вірменії (1):

«Пюнік»: 2021-22